# Marcus Bakker
Marcus Bakker (Zaandam, 20 juni 1923 – aldaar, 24 december 2009) was een Nederlandse politicus van de Communistische Partij van Nederland (CPN). Gedurende geruime tijd was hij fractievoorzitter van de partij in de Tweede Kamer.

## Biografie
Bakker was zoon van een boekhouder van het slachthuis in Zaandam. Hij was een van de jongeren die opkwamen in de CPN toen die door de vele arrestaties in de Tweede Wereldoorlog veel leden was kwijtgeraakt. In 1943 werd hij lid van de illegale CPN. Na de oorlog was hij redacteur (en later hoofdredacteur) van het dagblad De Waarheid, voorzitter van het Algemeen Nederlands Jeugd Verbond, en vanaf 1946 ook partijbestuurder.

### Tweede Kamer
In 1953 werd Bakker hoofdredacteur van De Waarheid, en in 1956 lid van de Tweede Kamer. Hij was een vertrouweling van de Moskou-getrouwe partijleider Paul de Groot, die streng optrad tegen afwijkende stromingen binnen de partij. Bakker is lange tijd gezien als auteur van het "rooie boekje" met de titel De CPN in de oorlog (1958), een in de meest kenmerkende tradities van het stalinisme passend stukje geschiedschrijving, dat met terugwerkende kracht de rol van enkele prominente CPN-verzetslieden tot "verraders" of "spionnen" diskwalificeerde en dat leidde tot het royement van bekende partijleden als Gerben Wagenaar, Henk Gortzak, Frits Reuter, Bertus Brandsen en Rie Lips-Odinot. De werkelijke schrijver van dit later ingetrokken partijdocument was echter Paul de Groot.
In 1956 juichte Bakker openlijk het neerslaan toe van demonstraties uit solidariteit met de slachtoffers van de protesten in Poznań in 1956 die, onder meer, aanleiding voor de Hongaarse opstand vormden. In De Waarheid schreef hij "hopelijk zal het snel lukken met dit gespuis korte metten te maken".
Kritiek op de Sovjet-Unie werd door Bakker niet geaccepteerd.
Na de zware verkiezingsnederlaag van de CPN in 1977 (van zeven naar twee zetels) en de daaropvolgende buitenspelzetting van erelid van het Partijbestuur Paul de Groot betrok hij samen met Henk Hoekstra en Joop Wolff het opengevallen machtsvacuüm binnen de partij.
Als fractievoorzitter in de Tweede Kamer was hij een geestig en scherpzinnig redenaar. Enkele hoogtepunten uit zijn parlementaire bestaan waren de debatten over de vrijlating van Duitse oorlogsmisdadigers.
Door een amendement van Marcus Bakker werden in 1983 de woorden "Op welke grond dan ook" in artikel 1 van de grondrechten van de Nederlandse Grondwet opgenomen.
In het huidige Tweede Kamergebouw is de Marcus Bakkerzaal naar hem vernoemd.
Op 12 januari 2010 werd hij herdacht in de Tweede Kamer.

### Na het Kamerlidmaatschap
In 1982 droeg Bakker het partijleiderschap over aan Ina Brouwer. Hij heeft zich niet ingelaten met de gesprekken die leidden tot het opgaan van de CPN in GroenLinks in 1991. In 1999 zegde hij zijn lidmaatschap van GroenLinks op, toen die partij akkoord ging met de NAVO-bombardementen op Joegoslavië.
In 1983 verschenen zijn memoires onder de titel Wissels - Bespiegelingen zonder berouw. Hierin kritiseert Bakker zijn eigen aandeel in de Koude-Oorlogsgeschiedenis, zonder hiervoor spijt te betuigen. Hij noemt het terecht dat de CPN in 1982 het rode boekje had ingetrokken als partijdocument. Over het verdacht maken van partijgenoten in de jaren 50 schrijft hij: "...Onjuist was dat een bepaalde politiek verklaard werd met het min of meer duister geoordeelde handelen van enkelen, en dat aan die politiek vervolgens weer conclusies met betrekking tot die personen werden verbonden." Later zou hij in interviews benadrukken dat dergelijke fouten in het licht van de tijd moeten worden bezien. "Heel lang heb ik geloofd dat de Sovjet-Unie echt iets kon betekenen voor de wereld", gaf Bakker in 2003 aan in een interview: "Achteraf is dat onjuist gebleken, maar het geloof was oprecht". Bakker heeft nooit afstand genomen van het communisme als ideologie, dat hij als een 'eerlijke zaak' beschouwde. Wel voelde hij zich 'gebruikt' door het totaal verworden socialisme zoals dat in Oost-Europa bestaan had. Vooral de onthulling dat het Bloedbad van Katyn toch door het Sovjet-regime gepleegd bleek te zijn en niet door de nazi's, was een enorme desillusie.

## Persoonlijk
In 1946 trouwde Bakker met Els Ezerman (1924–2016), met wie hij vijf kinderen kreeg. Hij overleed in 2009 op 86-jarige leeftijd.